# Oritoniscus violaceus
Oritoniscus violaceus is een pissebed uit de familie Trichoniscidae. De wetenschappelijke naam van de soort is voor het eerst geldig gepubliceerd in 1996 door Dalens, Rousset & Fournier.